# دیگو ازکیل آگویر
دیگو ازکیل آگویر (انگلیسی: Diego Ezequiel Aguirre؛ زادهٔ ۱۱ ژانویهٔ ۱۹۹۳) بازیکن فوتبال اهل آرژانتین است.
از باشگاه‌هایی که در آن بازی کرده‌است می‌توان به باشگاه فوتبال آرسنال کی‌یف اشاره کرد.